# Aleurothrixus guimaraesi
Aleurothrixus guimaraesi là một loài côn trùng cánh nửa trong họ Aleyrodidae, phân họ Aleyrodinae.
Aleurothrixus guimaraesi được Costa Lima miêu tả khoa học đầu tiên năm 1942.